# San Pablo kommun, Bolívar
San Pablo är en kommun i Colombia.   Den ligger i departementet Bolívar, i den norra delen av landet, 300 km norr om huvudstaden Bogotá. Antalet invånare är 27 010.